# ブダペスト子供鉄道
ブダペスト子供鉄道は、ハンガリーの首都であるブダペストの第2区と第11区にまたがり存在する狭軌鉄道である。路線はセーチェーニ山（セーチェーニヘジュ）駅とヒューヴェシュ谷（ヒューヴェシュヴェルジュ）駅とを結ぶ11.2kmの単線非電化である。列車の平均速度は20km/hほどである。
子供鉄道との名は、ピオネール活動に由来し、正式名称は「ハンガリー国有鉄道非公開株式会社セーチェーニ山子ども鉄道」(MÁV Zrt. Széchenyi-hegyi Gyermekvasút)である。ハンガリー鉄道路線番号は7号線 (7-es számú vasútvonal) である。駅数は臨時駅を除いて7駅である。

## 概要
1947年に、ハンガリーの主要鉄道運営企業であったハンガリー国有鉄道 (MÁV) は、子供たちにより運営される鉄道の開設を決定した。いくつかの候補地が挙がったが、翌年、ハンガリー共産党中央委員会は最終的にブダ山地への建設を決めた。
軌間760mmのその狭軌鉄道は1948年4月11日に着工された。工費を節減するために、ボランティアや学生が動員され、彼らが山を開き、軌道を敷設した。この建設の功績は小説として出版されもした。並行してMÁVにより運転規則の訓練がおこなわれた。
最初の3kmの区間は1948年7月31日に開通した。1949年6月24日にはさらに3.7km延伸され、1951年に全通した。
ピオネール活動は、社会主義教育の道具であった。ピオネールの団員には、優秀で好成績の生徒だけが採用される。
この鉄道の、駅業務や機関車の運転などの主な職務は、大人の監督のもと、10歳から14歳の子供たちにより遂行される。技術職としては大人も参加する。

## 主な車両
- Mk45形ディーゼル機関車 : 6両
- ABamot形気動車 : 1両 (1929年製) [1]
- 490形蒸気機関車 : 2両
- C50形ディーゼル機関車 : 1両 (2軸、凸型車体) [1]
- オープンタイプの客車 : 8両
- 冬季用の客車 : 8両

## 交通アクセス
- セーチェーニ山駅へは、モスクワ広場から市電61系統に乗って、終点で下車。
- ヒューヴェシュヴェルジュ駅へは、ブダペストのモスクワ広場から市電61系統に乗り、セーチェーニ山方向へ2つ目の停留所であるヴァーロシュマヨル駅で、ブダペスト登山鉄道に乗り換え、終点で下車。